# Villa Franceschi
( Giulio Lensi Orlandi, Le Ville di Firenze- Di là d’Arno, 1954.)»
Villa Franceschi , conosciuto anticamente come Palagio de’ Martelli, è una dimora gentilizia del comune di Scandicci, in provincia di Firenze.

## Storia e descrizione
( Giulio Lensi Orlandi, Le Ville di Firenze- Di là d’Arno, 1954, apparato fotografico)»
Situata sulla via omonima, questo antichissimo immobile, in un documento del 1360 era conosciuto come "palagio" o "meleto”, quando apparteneva agli eredi di Francesco Forzelli, un socio del fallito banco della famiglia dei Peruzzi, già proprietari di questo immobile.
Col passare del tempo fu trasformata in villa e, dai Giraldi (XV secolo), passò ai Martelli, poi ai Bandini, ai Niccolini e, alla fine dell'Ottocento, l'acquistarono i Franceschi. 
Costoro avevano già dei possedimenti a Mosciano.
Oggi è stata frazionata in vari appartamenti.
La villa è stata restaurata in stile neogotico dal dottor Franceschi, presenta una torre con una merlatura di tipo guelfo.
Al suo interno, dopo aver attraversato un elegante cortile con portici e stemmi, si accede alle varie stanze, anch'esse restaurate e affrescate secondo il gusto della fine del XIX secolo. Conserva porte del XV secolo e grandi camini in pietra.
La cappella gentilizia è dedicata a Cristo.
La ristrutturazione neogotica dell’immobile è stata criticata da Lensi Orlandi. Ecco cosa scrive alla voce “Villa Franceschi” nel suo libro “Le ville di Firenze- Di là d’Arno” (1954):
« Il dottor Franceschi compì la disastrosa opera che abbiamo davanti: una ricostruzione banale coronata da una fila di rachitici merli che nascondendo il tetto voglion dare all’edificio completamente sfigurato, l’aspetto teatrale del castello[...]. Denaro e tempo sprecati col più presuntuoso cattivo gusto ad imitazione delle invenzioni del Leader a Vincigliata, del Bardini alla Torre del Gallo, del conte Resse al Salviatino, del Forteguerri a Castel di Poggio e via dicendo.»